# Sangoma (Miriam Makeba)
Sangoma è un album della cantante sudafricana Miriam Makeba. Il titolo si riferisce alla figura del sangoma, che nella cultura degli xhosa del Sudafrica e di altri popoli Nguni è un guaritore e uno sciamano; la madre di Makeba era un sangoma. A differenza di altri album dello stesso periodo, più orientati alla world music e alla musica internazionale, Sangoma contiene tutti brani di musica africana tradizionale. Gli arrangiamenti sono basati solo su un coro di voci femminili e occasionalmente qualche percussione.

## Tracce
1. Emabhaceni – 2:38
2. Baxabene Oxamu – 2:12
3. Ngalala Phantsi – 2:29
4. Ihoyiya – 1:27
5. Kulo Nyaka – 2:17
6. Baya Jabula – 2:22
7. Mabhongo – 1:22
8. Ingwemabala – 1:54
9. Mosadi Ku Rima – 3:10
10. Angilalanga – 2:16
11. Ungakanani – 1:25
12. Ngiya Khuyeka – 1:36
13. Nyankwabe – 1:56
14. Sabumoya – 1:47
15. Congo – 2:49
16. Nginani Na – 2:36
17. Umam' Uyajabula – 2:02
18. Nyamuthla – 2:29
19. Icala – 3:11